# 弗蘭克·奧費利爾
弗朗西斯·奧費利爾（英語：Francis O'Farrell，1927年10月9日—2022年3月6日）是一名愛爾蘭足球運動員和領隊，在確克聯、韋斯咸和普雷斯頓擔任翼中。他成為韋茅夫的球員兼領隊前，在足球聯賽上陣超過300次。退役後曾執教托基聯（三度）、李斯特城、曼聯、卡迪夫城、伊朗和艾沙布。他效力愛爾蘭國家隊，在1952年至1959年間上陣9次。

## 早期生活
奥费利尔出生於確克郊區黑池的下都柏林山，住在該市端拿十字區的費亞斯路。叔祖父是著名的保齡球運動員莊“畢克”麥格夫。 他是一名天主教徒，參加基督國王。  他踢蓋爾足球，在1941年帶領校隊首度奪標。他還與路維簡維的兄弟為當地球隊尼高拉斯流浪、基普頓些路迪和西部流浪效力。後來，他與路維簡維重聚，成為韋斯咸隊友。   16歲時，他開始在鐵路上工作，希望和他父親一樣成為火車司機。 他曾在都柏林-確克鐵路斯擔任消防員。 

## 球員生涯
奥费利尔司職左翼中， 在愛爾蘭聯盟球會確克聯開始職業生涯。1947年，他取代轉投韋斯咸的湯美摩朗尼進入一隊。作為半職業球員，他通過每周賺取3英鎊的鐵路上工作來填補收入。1948年1月，奧費利爾被韋斯咸球探賓艾夫斯發掘後，以3,000英镑的價錢跟隨摩朗尼到烏普頓公園。奧費利爾自己也收到了1000英鎊轉會費。 進入一隊前，他在預備組上陣超過50次。   1950年9月28日，他在以2-0擊敗高車士打的艾斯職業盃賽事完成地標戰。  他在1950年11月作客不敵諾士郡4-1的頂級聯賽完成聯賽地標戰 。他在首賽季聯賽上陣18次，在1951-52和1952-53球季成為常客。 他是其中一個在卡些達利咖啡館會面討論戰術的韋斯咸球員。  他效力韋斯咸七個球季，上陣213次，射入8球。 

## 執教生涯

### 李斯特城
1968年12月，奧法路接手李斯特城，委任前韋斯咸隊友馬琴‧穆斯哥夫為副手。他接手時，李斯特城接近在甲組聯賽敬陪末席，最終降班收場，但奧法路帶領球隊躋身1969年足總盃決賽，以一球之差敗給曼城。之後一季，球隊以第三名完成聯賽，1970-71球季帶領球隊奪得乙組聯賽冠軍，重返頂級聯賽。

### 曼聯
1971年6月8日，曼聯確認由他擔任領隊。1971年7月1日，他正式接手曼聯，取代欽點他的馬特·巴斯比，簽署一份為期五年，每年價值15,000英鎊的合約。穆斯哥夫再次成為他的助手。

### 虎頭蛇尾
奧法路的任期開局不錯，卜比·查爾頓、和佐治·貝斯表現出色，球會前14場聯賽只輸1場，一度領先10分。奧法路被評為9月份最佳領隊，相隔三年，球會在10月份首次登上榜首。聖誕節成為聯賽榜首後，貝斯特沒有在一月份參加訓練，曼聯在新一年首八場比賽中輸掉七場，只入三球。奧法路要求每位球員必須預約才能見他，這種不近人情的做法，無助提升士氣。他以創球會紀錄的125,000英鎊轉會費簽下馬田·畢勤，還有伊恩·史多利摩亞，後者在曼聯下半季五場聯賽勝利中均有進帳。曼聯再次以第八名結束球季。
貝斯特的進一步問題導致停賽兩周，他繼續錯過1972-73球季的操練。1972年9月，球會簽入前鋒溫·戴維斯和泰特·麥杜高 ，使奧法路過去六個月的支出達到50萬英鎊。12月6日，球會宣布將貝斯特列入轉會名單。12月16日，當·羅渣士梅開二度，曼聯0-5輸給水晶宮 。賽後三天，球會解僱擔任18個月領隊的奧法路。當時，球會聯賽排行倒數第三。他在奧脫福被取代。奧法路仍然是曼聯歷史上唯一一位愛爾蘭主教練。

### 與球會交惡
球會決定解僱他，導致他起訴球會拖欠工資，他被迫在當地勞務交易所簽約，直至解決糾紛。球會最終在庭外和解，奧法路獲得約17,000英鎊。

## 與畢士比的關係
1971年夏天，奧法路私下與畢士比會面，後者透露將會退任曼聯領隊一職，指出球隊需要重建。他希望奧法路接手這份五年合約的工作。奧法路問及合約條款，畢士比表示：「如果你贏得聯賽冠軍，你將獲得數千英鎊的獎金；如果你贏得盃賽冠軍，你將獲得數千英鎊的獎金；如果你贏得歐洲盃冠軍，你將獲得數千英鎊的獎金，如此類推，基本薪金為一萬二千英鎊。」
後來，奧法路與畢士比、曼聯主席路爾斯·愛華士會面。他問畢士比可否重複合約條款，畢士比重複時，愛華士打斷，指正基本薪金應為一萬五千英鎊。
奧法路上任曼聯領隊後，畢士比帶他參觀新辦公室，位於自己一直使用的辦公室樓下，畢士比打算留在辦公室。他堅持畢士比成為董事後，需要離開奧脫福的領隊辦公室。
1971年聖誕節，曼聯領先次席五分，高踞聯賽榜首。當時，畢士比宣稱：「法蘭克·奧法路可能是我最好的簽約。」後來，奧法路曾因表現欠佳，三場不用他。畢士比非常不高興。
2011年，奧法路說：「我對他最失望。他欽點我，概述我需要做甚麼，這是我簽訂五年合約的原因。他無處不在，所有球員都和他一起成長。當他質疑我的決定時，警鐘就開始敲響。這對我來說是一種干擾，讓這份工作難以為繼。」

## 生涯數據

### 執教生涯
| 球隊     | 由             | 至             | 紀錄 | 紀錄 | 紀錄 | 紀錄 | 紀錄  |
| 球隊     | 由             | 至             | G    | W    | D    | L    | Win % |
| -------- | -------------- | -------------- | ---- | ---- | ---- | ---- | ----- |
| 托基聯   | 1965年5月1日   | 1968年12月31日 | 162  | 76   | 52   | 34   | 46.91 |
| 李斯特城 | 1968年12月1日  | 1971年6月30日  | 114  | 51   | 28   | 35   | 44.74 |
| 曼聯     | 1971年7月1日   | 1972年12月19日 | 81   | 30   | 27   | 24   | 37.04 |
| 卡迪夫城 | 1973年11月13日 | 1974年4月30日  | 27   | 8    | 10   | 9    | 29.63 |
| 伊朗     | 1974年9月      | 1975年9月      | 15   | 10   | 3    | 2    | 66.67 |
| 托基聯   | 1976年11月28日 | 1977年3月1日   | 13   | 4    | 7    | 1    | 30.77 |
| 艾沙布   | 1980年         | 1980年         | 10   | 6    | 3    | 1    | 60    |
| 托基聯   | 1981年6月1日   | 1982年6月30日  | 46   | 14   | 19   | 13   | 30.43 |

## 榮譽

### 領隊
韋茅夫
- 英格蘭足球南部聯賽：1964–65[22]

 托基聯
- 英格蘭丁組足球聯賽：1965–66[43]

 李斯特城
- 英格蘭乙組聯賽：1970–71[16]

 卡迪夫城
- 威爾士盃：1974[44]

 伊朗
- 亞洲運動會：1974[45]